# Фрумин, Илья Осипович
Илья Осипович Фрумин (1876—1945) — советский учёный в сфере ортопедии и травматологии, доктор медицинских наук (1930), профессор (1929).

## Биография
Фрумин родился в 1876 году в Бобруйске, Минская губерния. В 1897 году Фрумин поступил на медицинский факультет Киевского университета, однако на следующий год его исключили за революционную деятельность. Тем не менее Фрумин восстановился и окончил университет в 1905 году. Затем он проходил подготовку в Смоленске у хирурга Сергея Спасокукоцкого.
Фрумин инициировал создание первого в Киеве ортопедического заведения — Дома увечного ребенка. Изначально он открыл амбулаторию в здании больницы Михайловского златоверхого монастыря. Потом он доказал Наркомату соцобеспечения необходимость оказания ортопедической помощи детям в рамках большого стационара, где одновременно работали бы клиника, амбулатория, школа и учебно-трудовые мастерские. В 1919 году он стал директором Дома увечного ребенка, реорганизованного в 1924 году во Всеукраинский государственный детский ортопедический институт (ВГДОИ). В 1926 году на основе института была открыта кафедра ортопедии и травматологии Киевского института усовершенствования врачей, руководителем которой также стал Фрумин. После преобразования в 1931 году ВГДОИ в Украинский институт ортопедии и травматологии возглавлял его до 1932 года. Он стал одним из первых научно-практических заведений, который располагал собственной клинической базой в больнице им. Лихаревой, где обучались врачи-ортопеды и травматологи.
Основная тематика научных работ: проблемы пороков развития у детей, костно-суставный туберкулёз, ампутация конечностей и их протезирование.
Илья Фрумин умер в 1945 году в Киеве.